# تیم دوچرخه‌سواری بارلوورد
تیم دوچرخه‌سواری بارلوورد (انگلیسی: Barloworld) یک تیم دوچرخه‌سواری در بریتانیا بوده.
این تیم در سال ۲۰۰۳ تأسیس و در سال ۲۰۰۹ منحل شده است. از افتخارات این تیم میتوان به کسب مقام اول بخش کوهستان در تور دو فرانس ۲۰۰۷ توسط ماوریسیو سولر دوچرخه‌سوار کلمبیایی این تیم اشاره کرد.